# جون تود (عالم أحياء كندي)
جون تود (بالإنجليزية: John Todd) (مواليد 1939) عالم أحياء كندي يختص في مجال التصميم البيئي. يعالج مشاكل إنتاج الغذاء ومعالجة مياه الصرف الصحي باستخدام تقنيات النظم البيئية التي تشمل النباتات والحيوانات والبكتيريا. صمم تود ما يُعرف بـ "السفن" أو "الملاجئ الحيوية"، وهي أنظمة دعم حياة بيئية مغلقة. يهدف إلى تحقيق حياة مستدامة، حيث يدمج التكنولوجيا البديلة للطاقة المتجددة والزراعة العضوية وتربية الأحياء المائية والزراعة في الماء، والعمارة، لتصميم ما يُعرف بـ "الآلات الحية" أو "الآلات البيئية".
وهو أحد المؤسسين المشاركين مع نانسي جاك تود لمؤسستي New Alchemy Institute‏ (1969–1991) وOcean Arks International‏ (1981) غير الربحيتين. كما أسس شركة التصميم والهندسة جون تود للتصميم البيئي عام 1989. وهو يعمل كأستاذ باحث فخري ومحاضر مرموق في جامعة فيرمونت، أصدر تود العديد من الكتب حول التصميم البيئي، بالإضافة إلى أكثر من مئتي بحث علمي ومقالة،  وذلك في الصحف والمجلات.

## بداية حياته وتعليمه
ولد في هاميلتون في أونتاريو في كندا عام 1939، ونشأ بالقرب من خليج هاميلتون على بحيرة أونتاريو. كانت المنطقة القريبة من منزله تضم مستنقعات وجداول تأثرت بشدة من التلوث. لذا منحته كتابات لويس برومفيلد بكتابه "قصة أمل رائعة" المتعلق بإمكانية استصلاح الأراضي وإعادة تأهيلها.
حصل على بكالوريوس العلوم في الزراعة عام 1961، وماجستير في علم الطفيليات وطب المناطق الحارة عام 1963 من جامعة مكغيل في مونتريال في كندا. ثم أكمل دراسته للدكتوراه في علم الأحياء البحرية في جامعة ميشيغان، حيث درس مصايد الأسماك وعلم المحيطات. وكان اهتمامه المهني المبكر بعلم البيئة السلوكي للأسماك دافعًا لعمله كأستاذ مساعد في علم سلوك الحيوان في جامعة سان دييغو الحكومية بالفترة بين عامي (1968-1970).